# Егоров, Василий Михайлович (боксёр)
Василий Михайлович Егоров (род. 16 сентября 1993, Мегино-Кангаласский улус, Якутия) — российский боксёр-любитель якутского происхождения. Двукратный чемпион Европы (2015, 2017) и серебряный призёр чемпионата мира (2015) в весовой категории до 49 кг. Пятикратный чемпион России (2014, 2016, 2018, 2020, 2022).

## Биография
Родился в посёлке Хара, в Мегино-Кангаласском улусе Якутии. Боксом начал заниматься вслед за старшим братом, Николаем.
Личные тренеры — Артур Иннокентьевич Пахомов, Иван Ефимович Шидловский.
Студент юридического факультета Северо-Восточного федерального университета им. М. К. Аммосова, г. Якутск.
Студент экономического факультета Арктического государственного агротехнологического университета, г. Якутск.

## Любительская карьера

### Чемпионат России по боксу 2013года
Выступал в первой наилегчайшей весовой категории (до 49 кг). В 1/16 финала победил Азрета Богатырёва. В 1/8 финала победил Валентина Чебочакова. В четвертьфинале победил Басызбека Баратова. В полуфинале победил Александра Самойлова. В финале проиграл Бэлику Галанову. Таким образом, Егоров завоевал серебро. Эта медаль стала для него первой на взрослом уровне.

### Чемпионат России по боксу 2014года
Выступал в первой наилегчайшей весовой категории (до 49 кг). В 1/8 финала победил Гора Акопяна. В четвертьфинале победил Ивана Варламова. В полуфинале победил бронзового призёра Олимпиады 2012 Давида Айрапетяна. В финале победил Александра Самойлова. Егоров, впервые в карьере, стал чемпионом России.

### Всемирная серия бокса2015
Принимал участие в полупрофессиональных боях серии WSB. Выступал в категории до 49 кг. Победил британца Эшли Джона Уильямса. Победил марокканца Зухира Эль Беккали. Победил китайца Синь Хуана. Проиграл мексиканцу Хоселито Веласкесу Атамирано. Победил алжирца Зохейра Туджина.

### Чемпионат Европы по боксу 2015года
Выступал в первой наилегчайшей весовой категории (до 49 кг). В четвертьфинале победил испанца Самюэля Кармону. В полуфинале победил болгарина Тинко Банабакова. В финале победил Харви Хорна из Великобритании. Для Егорова эта медаль стала первой на крупном международном турнире.

### Чемпионат мира по боксу 2015года
Выступал в первой наилегчайшей весовой категории (до 49 кг). В отборочном раунде победил британца Харви Хорна. В четвертьфинале победил монгола Ганкхуйанга Ганн-Эрдена. В полуфинале одержал победу над филиппинцем Рогеном Ладоном. В финале проиграл кубинцу Йоанису Аргилагосу. Завоевал серебряную медаль. Для Василия это первая медаль на чемпионатах мира. Серебро чемпионата мира также сопровождается путёвкой на Олимпиаду-2016.
В апреле 2016 года Егорову присвоено звание «Заслуженный мастер спорта России».

### Летние Олимпийские игры 2016года
Выступал в первой наилегчайшей весовой категории (до 49 кг). В 1/8 финала проиграл американцу Нико Эрнандесу.

### Чемпионат России по боксу 2016года
Выступал в первой наилегчайшей весовой категории (до 49 кг). В 1/8 финала победил Михаила Прокопьева. В четвертьфинале победил Андрея Потёмкина. В полуфинале победил Батора Сагалуева. В финале победил Бэликто Галанова.

### Чемпионат Европы по боксу 2017года
Выступал в первой наилегчайшей весовой категории (до 49 кг). В четвертьфинале победил украинца Назара Куротчина. В полуфинале победил белоруса Евгения Кармильчика. В финале победил англичанина Галала Яфая.

### Чемпионат мира по боксу 2017года
Выступал в первой наилегчайшей весовой категории (до 49 кг). В 1/8 финала победил австралийца Алекса Винвуда. В четвертьфинале проиграл казахстанцу Жомарту Ержану.

### Чемпионат России по боксу 2018года
Выступал в первой наилегчайшей весовой категории (до 49 кг). В 1/16 финала победил Виктора Кулдошина. В 1/8 финала победил Рашида Гасанова. В четвертьфинале победил Шамиля Котлубаева. В полуфинале победил Артыша Сояна. В финале победил Батора Сагалуева.

### Чемпионат мира 2019
Выступал в наилегчайшей весовой категории (до 52 кг). В 1/16 финала победил эквадорца Луиса Дельгадо. В 1/8 финала проиграл французу Билялю Беннаму.

### Чемпионат России 2019
В середине ноября 2019 года, на чемпионате России, который проходил в Самаре, завоевал серебряную медаль в наилегчайшем весе (до 52 кг). В 1/16 финала победил Болат-оол Мергена. В 1/8 финала победил Рената Хайруллина. В четвертьфинале победил Дмитрия Спивака. В полуфинале победил Вадима Кудрякова. В финале уступил Расулу Салиеву.

### Чемпионат России по боксу 2020года
Выступал в наилегчайшей весовой категории (до 52 кг). В 1/8 финала победил Баира Батлаева. В четвертьфинале победил Максима Стахеева. В полуфинале победил Артура Нагапетяна. В финале победил Ахтема Закирова.

### Чемпионат России 2021
Выступал в наилегчайшей весовой категории (до 51 кг). В 1/8 финала победил Кирилла Никифорова. В четвертьфинале победил Расула Салиева. В полуфинале победил Баира Батлаева. В финале проиграл Ахтему Закирову.

### Чемпионат России 2022
Выступал в наилегчайшей весовой категории (до 51 кг). В 1/16 финала победил Александра Быкасова. В 1/8 финала победил Сардорбека Таджибаева ввиду неявки последнего. В четвертьфинале победил Ахтема Закирова. В полуфинале победил Баира Батлаева. В финале победил Расула Салиева.

### Чемпионат мира 2023
Выступал в наилегчайшей весовой категории (до 51 кг). В 1/32 финала победил турка Самета Гюмюша. В 1/16 финала проиграл японцу Томое Цубои.

### Чемпионат России 2023
Выступал в наилегчайшей весовой категории (до 51 кг). В 1/16 финала победил Артура Нагапетяна. В 1/8 финала победил Ахтема Закирова. В четвертьфинале проиграл Баиру Батлаеву.

### Чемпионат Европы по боксу 2024года
Выступал в наилегчайшей весовой категории (до 51 кг). В четвертьфинале проиграл венгру Аттиле Бернату.

## Профессиональная карьера
7 октября 2024 года в вечере бокса «Ночь чемпионов IBA», который прошёл в Уфе, дебютировал в профессионалах боем с намибийским боксером — джорнимэном Иммануэлем Жозефом (15-4-1,7 КО). Потерпел поражение.

## Статистика боёв
В таблице перечислены результаты всех поединков боксёров.
В каждой строке указан результат поединка. Дополнительно номер поединка обозначен цветом, который обозначает итог поединка. Расшифровка обозначений и цветов представлена в нижеследующей таблице.
| Пример | Расшифровка                     |
| ------ | ------------------------------- |
|        | Победа                          |
|        | Ничья                           |
|        | Поражение                       |
|        | Планируемый поединок            |
|        | Поединок признан несостоявшимся |
| КО     | Нокаут                          |
| ТКО    | Технический нокаут              |
| PTS    | Решение судей (по очкам)        |
| UD     | Единогласное решение судей      |
| MD     | Решение большинства судей       |
| SD     | Раздельное решение судей        |
| RTD    | Отказ от продолжения боя        |
| DQ     | Дисквалификация                 |
| NC     | Поединок признан несостоявшимся |

| Бой | Дата            | Соперник                  | Место проведения                                | Результат | Примечание                    |
| --- | --------------- | ------------------------- | ----------------------------------------------- | --------- | ----------------------------- |
| 2   | 14 декабря 2024 | Джевен Вилласите (6-7-5)  | Якутск, Якутия, Россия                          | UD4 (4)   | Счёт: 40-37 и 40-36 (дважды). |
| 1   | 17 октября 2024 | Иммануэль Джозеф (15-4-1) | Уфа-Арена, Уфа, Республика Башкортостан, Россия | TD7 (10)  | Счёт: 66-67 и 63-70 (дважды). |
| Бой | Дата            | Соперник                  | Место проведения                                | Результат | Примечание                    |

## Боксёрские титулы

### Любительские
- 2013  Серебряный призёр чемпионата России в первом наилегчайшем весе (до 49 кг).
- 2014  Чемпион России в первом наилегчайшем весе (до 49 кг).
- 2015  Чемпион Европы в первом наилегчайшем весе (до 49 кг).
- 2015  Серебряный призёр чемпионата мира в первом наилегчайшем весе (до 49 кг).
- 2016  Чемпион России в первом наилегчайшем весе (до 49 кг).
- 2017  Чемпион Европы в первом наилегчайшем весе (до 49 кг).
- 2018  Чемпион России в первом наилегчайшем весе (до 49 кг).
- 2019  Серебряный призёр чемпионата России в наилегчайшем весе (до 52 кг).
- 2020  Чемпион России в наилегчайшем весе (до 52 кг.)
- 2021  Серебряный призёр чемпионата России в наилегчайшем весе (до 51 кг.)
- 2022  Чемпион России в наилегчайшем весе (до 51 кг.)